# Haget, Gers
Haget är en kommun i departementet Gers i regionen Occitanien i sydvästra Frankrike. Kommunen ligger i kantonen Miélan som tillhör arrondissementet Mirande. År 2022 hade Haget 353 invånare.

## Befolkningsutveckling
Antalet invånare i kommunen Haget
Referens:INSEE